# More Than Words (chanson de Māya Sakamoto)
Pour les articles homonymes, voir More Than Words.
Singles de Māya Sakamoto
Okaerinasai
(2011) Hajimari no Umi
(2013)
More Than Words est le 22e single de Māya Sakamoto sorti sous le label Victor Entertainment le 25 juillet 2012 au Japon. Il arrive 16e à l'Oricon. Il se vend à 10 722 exemplaires la première semaine et reste classé 6 semaines pour un total de 13 140 exemplaires vendus durant cette période.
More Than Words a été utilisé comme thème d'ouverture de l'anime Code Geass: Boukoku no Akito. L'édition limitée contient un DVD bonus sur lequel se trouve le clip de More Than Words.

## Liste des titres
Toute la musique a été composée par Yōko Kanno.
| 1. | More Than Words (モアザンワーズ)                                              | Iwasato Yuho  | 5:08 |
| 2. | Dekoboko March (Tairetsu wa Kimi ni Tsuzuku) (デコボコマーチ(隊列は君に続く)) | Māya Sakamoto | 5:00 |
| 3. | Kinobori to Akai Skirt -Live Version- (木登りと赤いスカート -Live Version-)   | Iwasato Yuho  | 5:51 |

| 1. | More Than Words (Clip Vidéo) (モアザンワーズ) |  |